# Estación de Besòs
Besòs es una estación de la línea 4 del Metro de Barcelona y de la línea T5 de tranvía situada en el barrio de El Besós y el Maresme, distrito de San Martín de Barcelona.

## Historia

### Estación del Metro
La estación de metro de Besòs se inauguró el 15 de octubre de 1982, con la prolongación de la entonces Línea IV (actual L4) de Selva de Mar a La Pau. El acto inaugural estuvo presidido por el presidente de la Generalidad de Cataluña, Jordi Pujol, el alcalde de Barcelona, Narcís Serra y la presidenta de TMB, Mercè Sala.

### Estación del Tram
La estación del Trambesòs se proyectó como terminal de la nueva línea T5, que inicialmente cubría el trayecto entre Glòries y esta parada. Entró en servicio el 14 de octubre de 2006, sin inauguración oficial, por realizarse durante la campaña electoral.
El 6 de mayo de 2007 se estrenó la prolongación de la línea T5 de Besòs a Sant Joan Baptista, con la presencia de Jordi Hereu y Jesús María Canga, alcaldes de Barcelona y San Adrián de Besós, respectivamente.
Desde el 20 de febrero de 2012 también pasa la T6.

## Líneas y conexiones
| << cabecera                 | < estación               | línea                 | estación >         | cabecera >> |
| --------------------------- | ------------------------ | --------------------- | ------------------ | ----------- |
| Metro                       |                          |                       |                    |             |
| Trinitat Nova               | Besòs Mar                |                       | La Pau             | La Pau      |
| Trambesòs                   |                          |                       |                    |             |
| Ciutadella \| Vila Olímpica | Sant Martí de Provençals |                       | Alfons el Magnànim | Gorg        |
| Ciutadella \| Vila Olímpica | Sant Martí de Provençals | Estació de Sant Adrià | Alfons el Magnànim |             |